# Grandma's Hands
Singles de Bill Withers
Ain't No Sunshine
(1971) Lean on Me
(1972)
Grandma's Hands est une chanson de Bill Withers parue sur son premier album, Just As I Am. La chanson est sortie le 7 octobre 1971 en tant que deuxième single de l'album.

## Thème et contexte
La chanson rend hommage à la grand-mère de Bill Withers.
Le grand-père maternel de Withers, Gracchus Monroe Galloway (1855-1937), était né dans l'esclavage. Enfant, Bill Withers allait à l'église avec sa grand-mère maternelle, Lula (1868-1953). Il déclarera plus tard : « C'était un chant spontané, il n'y avait rien de programmé. Les gens se levaient et chantaient et tout le monde se joignait à eux. C'était mon genre de chant préféré ».

## Liste des titres
| A. | Grandma's Hands | 2:00 |
| B. | Sweet Wanomi    | 2:30 |

## Classements hebdomadaires
| Classement (1971–72)            | Meilleure position |
| ------------------------------- | ------------------ |
| Canada (RPM Top Singles)        | 37                 |
| États-Unis (Hot 100)            | 42                 |
| États-Unis (Adult Contemporary) | 16                 |
| États-Unis (Hot Soul Singles)   | 18                 |
| États-Unis (Cash Box Top 100)   | 31                 |

## Dans la culture populaire
Sauf indication contraire, les informations mentionnées dans cette section peuvent être confirmées par la base de données cinématographiques IMDb,  présente dans la section « Liens externes ».
- 2009 : Very Bad Trip

## Reprises
- Etta Jones dans l'album Etta Jones en 1975.
- Gil Scott-Heron dans l'album Reflections en 1981.
- Al Jarreau dans l’album Ain’t no Sunshine
- Anthony David dans l’album Hello Like Before
- Blackstreet dans leur premier hit No Diggity ont samplé ce morceau qui fut à l'origine un poème.
- Ben l'Oncle Soul (Benjamin Duterde) et Gregory Porter dans Alcaline, début 2014.